# Esquí

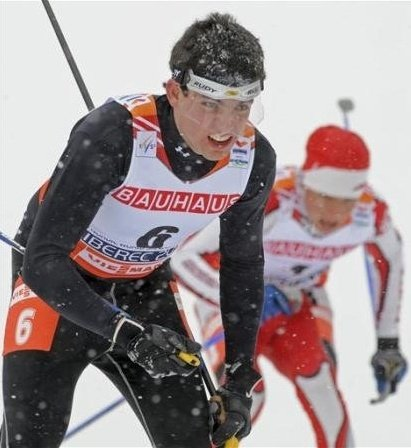
El esquiador hispano-venezolano César Baena practicando esquí de fondo en el Campeonato Mundial de Esquí Liberec 2009.

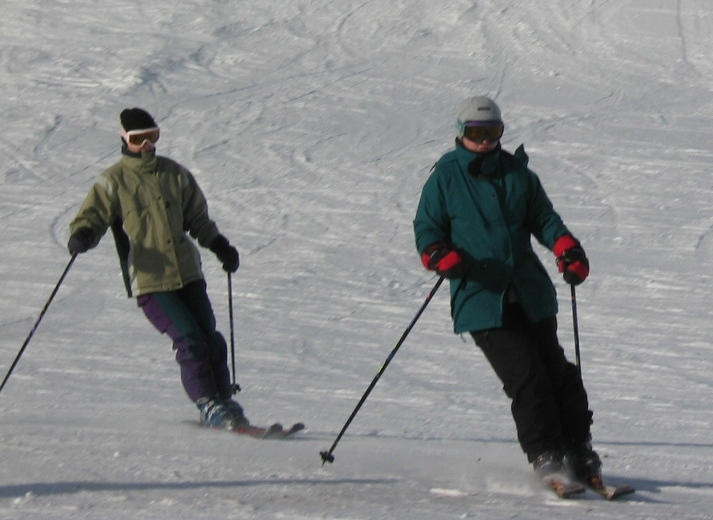
Dos esquiadores.

El esquí (en origen un galicismo proveniente del inglés ski y, a su vez, este del nórdico antiguo "skíð") es un deporte de montaña que consiste en el deslizamiento por la nieve, por medio de dos tablas sujetas a la suela de las botas del esquiador mediante fijaciones mecanicorrobóticas, con múltiples botones con diversas funciones. El esquí se practica durante casi todo el año, ya que existen lugares con glaciares como Tignes en Francia, donde la temporada anual para la práctica de este deporte empieza allá por finales del mes de octubre.
Según va pasando el tiempo, más personas se han ido interesando en el esquí ya sea como deporte o entretenimiento debido al aumento de estaciones de esquí.
Existe una variante del esquí, que practican el deporte sobre una tabla, llamado tabla sobre nieve.

## Particularidades

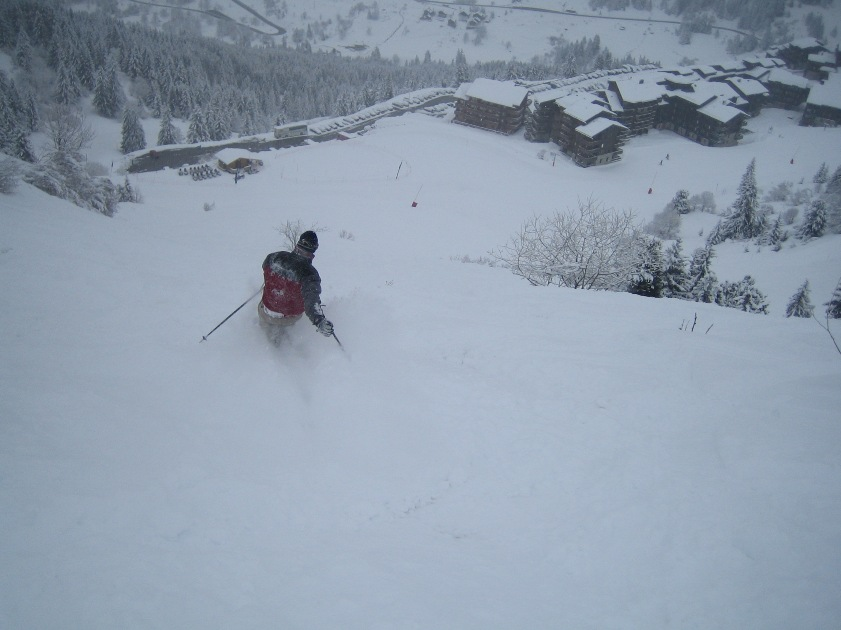
Esquí en la modalidad de fuera de pista.

Un practicante del esquí se llama esquiador, o snowboarder si utiliza tabla.
Varios tipos de esquí son populares, especialmente en climas fríos y muchos tipos de competiciones de esquí están reconocidas por el Comité Olímpico Internacional (COI), la Federación Internacional de Esquí y otras organizaciones deportivas.
En las regiones donde el esquí ha sido tradicionalmente más arraigado, en las partes nevadas de Escandinavia, tanto el esquí recreativo como el competitivo puede referirse a las variantes de esquí de fondo, esquí de montaña, así como a las internacionalmente más conocidas de esquí alpino.

## Etimología
La palabra ski proviene del nórdico antiguo skíth, que significa ‘palo’ o ‘trozo de leña’, que a su vez proviene de la raíz indoeuropea -skeid, que significa ‘cortar’.
El explorador y científico noruego Fridtjof Nansen a partir del conocimiento de que ski significaba ‘palo de madera’, a través de una de sus investigaciones documentó que en algunos dialectos fineses se usaba la palabra sueski para designar al mismo objeto. Luego descubrió que en la región de Alt entre Siberia y Mongolia, se utilizaba un vocablo fonéticamente muy similar a ski, para designar a un objeto para deslizarse en la nieve.

## Historia

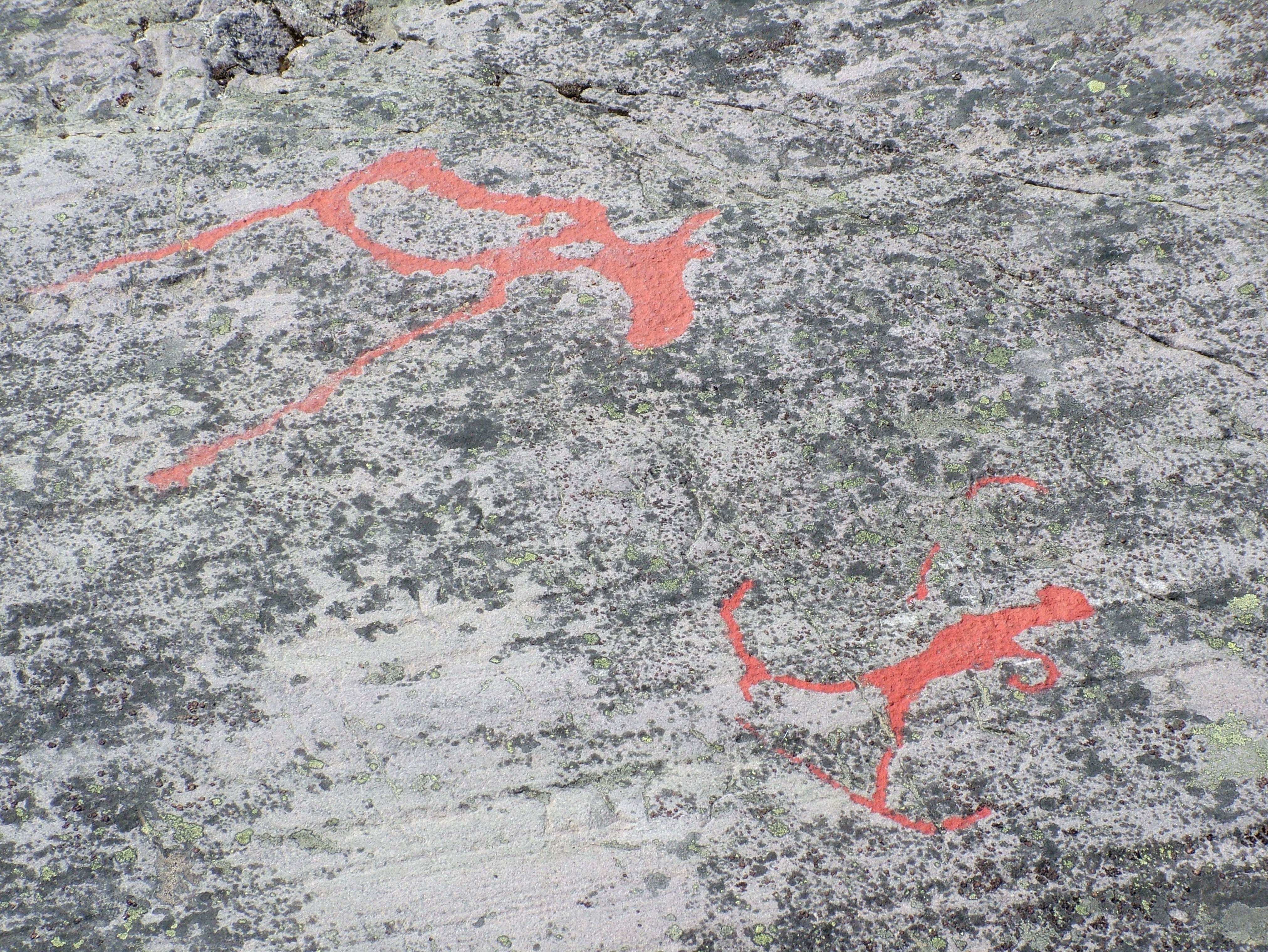
Petroglifo del sitio arqueológico de Alta, en el norte de Noruega.

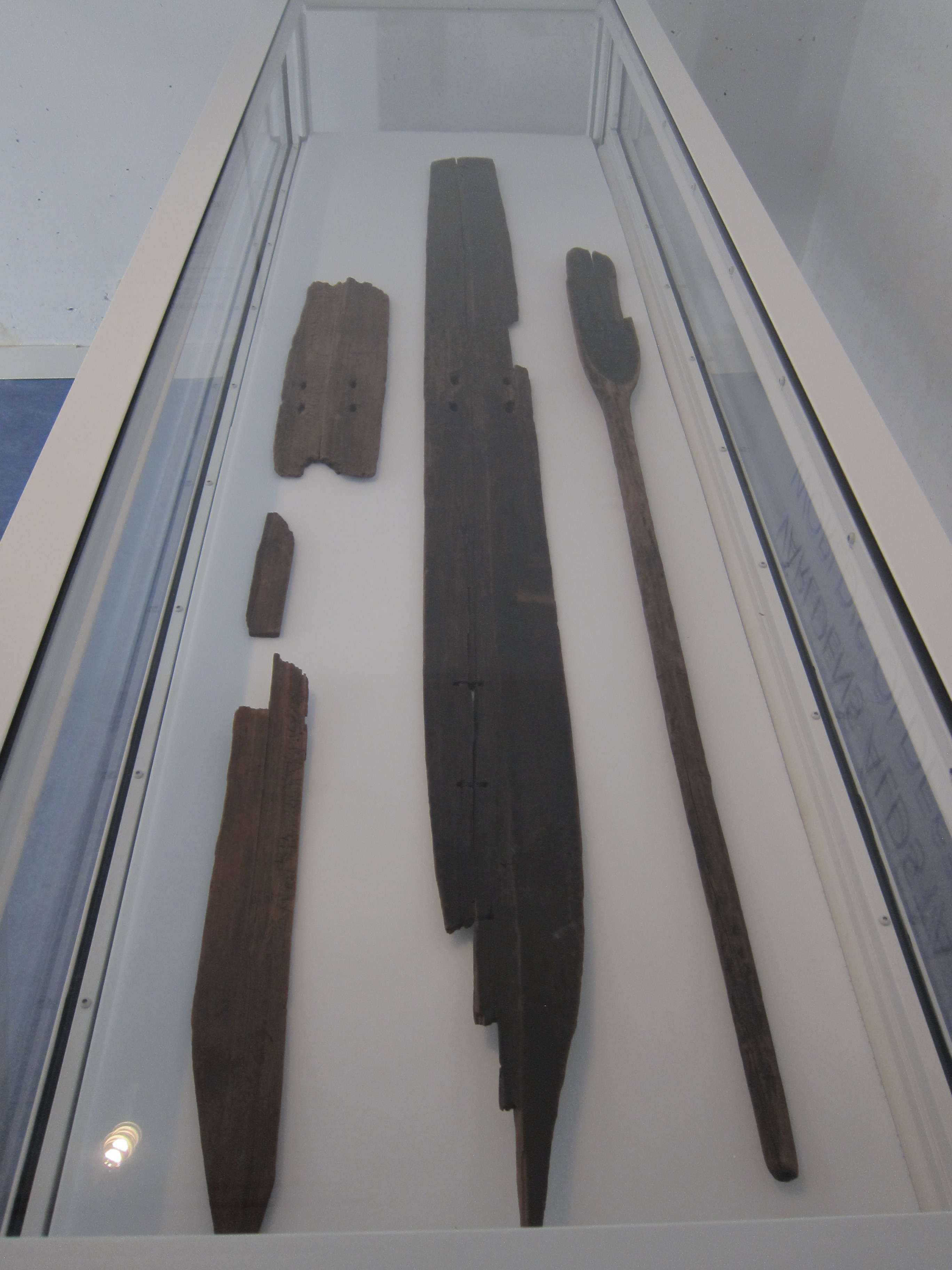
Ski más antiguo conocido, de aproximadamente el año 3200 a.C. Museo de Västerbotten, en Umeå, Suecia.

El origen del esquí es un tema polémico:
algunos historiadores sostienen que se dio en Escandinavia y el noroeste de Rusia, mientras otros, como el alemán Luther, afirman que se originó entre las poblaciones de los montes Altái (Siberia).

El esquí más antiguo hallado hasta el momento se descubrió en Vis (Rusia) y data del 6.000 a. C.. En este esquí se encontró una cabeza de uapití grabada en un extremo, y se supone que actuaba como freno. También se tienen registros históricos y arqueológicos en: Kalvträsk (Noruega) 3200 a. C., Telemark (Noruega) 1800 a. C. y en Sierra Nevada (Estados Unidos) 1860 a. C.[cita requerida]
También hay petroglifo que muestran esquiadores. Estos se remontan al año 2500 a. C., Cuándo se encontró un grabado en piedra de feldespato en la isla de Rodódy (Noruega), en el que se puede apreciar un cazador con esquíes, pero también existen otras como una imagen de un cazador entre renos en Rusia.[cita requerida]
El primer texto escrito en el que se menciona esta actividad se encuentra 3000 años después. En él, el historiador bizantino Procopio describe una carrera sobre la nieve. Por otra parte, en China también hay testimonios escritos que cuentan que los pueblos nórdicos cazaban sobre caballos de madera que llevaban en los pies. El esquí nació debido a la complicación para desplazarse, comerciar, luchar o cazar en las zonas donde la nieve puede acumularse meses seguidos sin derretirse. En el Holmenkollen Ski Museum o en el Nozawa Ski Museum se encuentran algunos de los primeros esquíes y los diferentes tamaños que tenían: algunos sobrepasan los 3 metros de longitud.[cita requerida]
El esquí se popularizó y creció a partir de 1900. Para los europeos, aprendido de sus vecinos noruegos, servía sobre todo para disfrutar. El deporte continuó utilizando el equipo nórdico durante mucho tiempo. Esto se puede ver en las ilustraciones de los primeros Juegos Olímpicos de Invierno, cuya inauguración fue en 1924 en Chamonix, Francia. Solo hubo cinco deportes.[cita requerida]

## Equipo básico
El equipo básico para practicar este deporte consta de:
- Un par de esquís (o tablas de esquí) con sus fijaciones correctas;
- Unas botas de esquí adecuadas al tipo de esquí, o disciplina y las cuales han de estar ajustadas a las fijaciones de los esquíes que se van a usar en el descenso;
- Aunque poca gente lo usa por comodidad el casco de esquí es importante, ya que por muy veterano que se sea el esquí no deja de ser un deporte que implica riesgos. Cada vez más gente usa el casco, aunque la Unión Europea no considera el esquí como deporte de riesgo y, por lo tanto, no es obligatorio el uso de casco.
- Dos bastones, que sirven para tener una buena percepción del terreno, que permite al esquiador poder posicionarse correctamente. Los bastones dan equilibrio y ritmo además de ser muy útiles para impulsarse y para otros usos auxiliares;
- Ropa abrigada, siendo frecuente el uso del sistema de capas[10] para facilitar que el deportista pueda mantenerse seco, caliente y limitar los efectos de las inclemencias meteorológicas típicas de la montaña, como la lluvia, la nieve y el frío sin que el deportista pierda confort o movilidad;
- Protecciones, como la protección dorsal que evita o reduce las lesiones en la columna vertebral.
- Dispositivo de localización, o detector de víctimas de avalancha por si ocurre algún accidente.
- Guantes;
- Gafas.

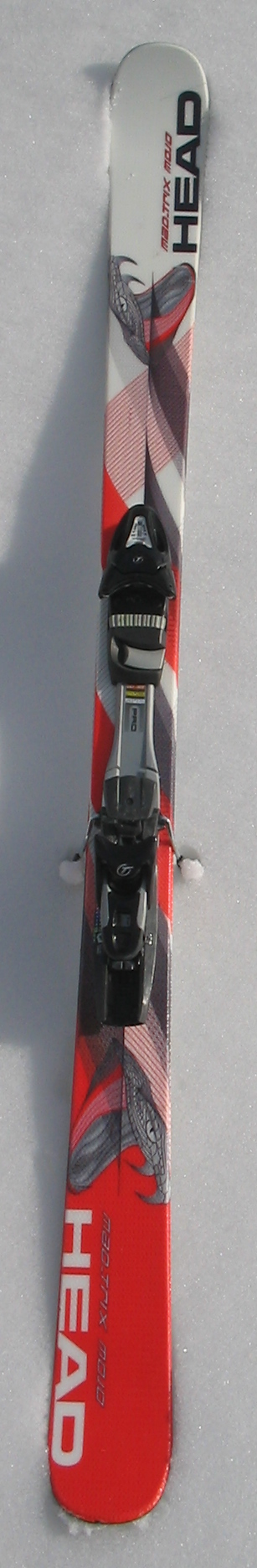
Un esquí para practicar esquí alpino.
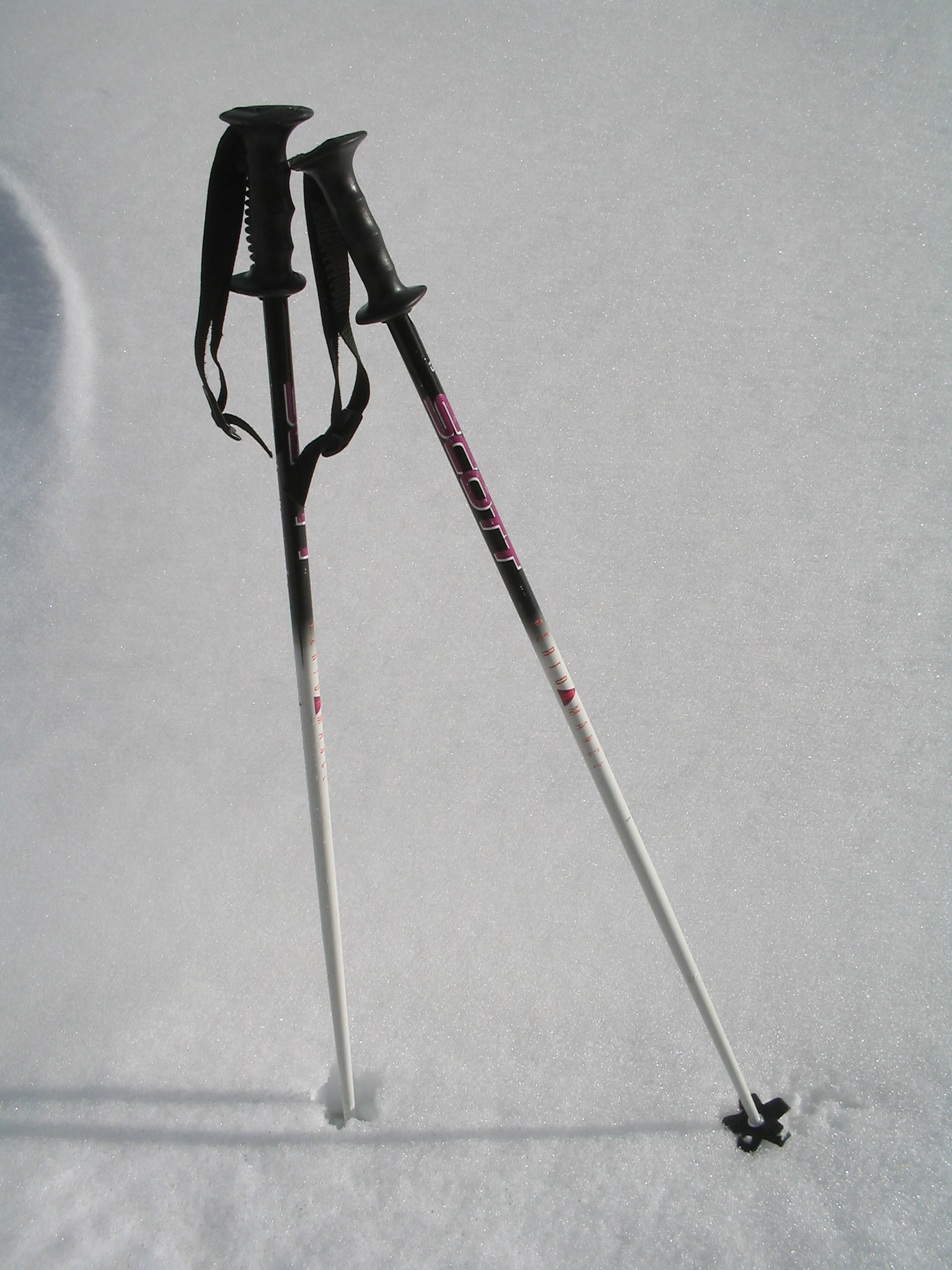
Bastones.
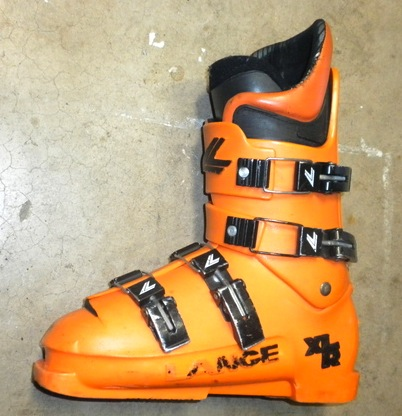
Botas de esquí alpino.

## Proceso de aprendizaje
El aprendizaje del esquí es un proceso que implica cierta dificultad debido a que está sujeto en gran medida a las habilidades de cada uno de los individuos en cuestión. En un principio, es conveniente encarar pistas llanas sin inclinación, para realizar ejercicios de desplazamiento y deslizamiento básicos con la ayuda de los bastones. Posteriormente, el principiante deberá deslizar por una pendiente de escasa pendiente que finalice en una contrapendiente, para que pueda frenar sin necesidad de realizar ningún gesto técnico. Posteriormente, podrá descender pendientes leves sin contrapendiente con un nivel de inclinación propicia para los principiantes, para así no darse la posibilidad de alcanzar unas velocidades excesivas para los conocimientos iniciales. Así, es muy habitual la utilización del término "hacer cuña" para la realización de los primeros metros de deslizamiento sobre las pistas, así como para la realización de los primeros giros. El término "hacer cuña" consiste en prácticamente juntar las puntas de los esquíes para así disminuir la velocidad de deslizamiento, mientras ambos esquís se inclinan hacia el interior haciendo que los cantos de los esquís reduzcan la velocidad de deslizamiento.
Posteriormente, a medida que se va alcanzando un mayor grado de confianza en las habilidades, el proceso natural es empezar a deslizarse por pistas de una inclinación mayor que las de nivel principiante. Al mismo tiempo, es conveniente sustituir la cuña por empezar a realizar los giros manteniendo los esquíes en paralelo, lo cual permite deslizarse a través de las pistas a una mayor velocidad y con un mayor control de las acciones que se decidan tomar. 
Una vez alcanzadas una habilidad y confianza óptimas, los esquiadores ya están preparados para acometer cualquier tipo de dificultad y afrontar cualquier tipo de desnivel, siempre eso sí, con un gran respeto por los peligros que el deporte del esquí entraña y sin causar problemas a los esquiadores que se encuentran en el mismo radio de acción en cada momento.

## Tipos

### Esquí alpino
El esquí alpino normalmente se realiza en una pista de una estación de esquí. Se caracteriza por fijaciones de tacón fijo que se fijan tanto en la puntera como en el talón de la bota del esquiador. Los remontes, incluidos los telesillas, llevan a los esquiadores a la pendiente. Se puede acceder al esquí  en helicóptero, snowcat, senderismo y motos de nieve. Las instalaciones de los centros turísticos pueden incluir esquí nocturno, après-ski y esquí en claros bajo la supervisión de una patrulla de esquí y una escuela de esquí. El esquí alpino se separó del antiguo tipo de esquí nórdico alrededor de la década de 1920, cuando la llegada de los remontes significó que ya no era necesario volver a subir cuesta arriba. Los equipos alpinos se han especializado hasta el punto de que ahora sólo pueden utilizarse con la ayuda de maquinaria. Las configuraciones Alpine Touring utilizan fijaciones especializadas que se pueden cambiar entre los modos bloqueado y talón libre. Las pieles de escalada se colocan temporalmente en la parte inferior de los esquís alpinos para darles tracción en la nieve. Esto permite desplazarse cuesta arriba y fuera de pista al estilo nórdico con esquís alpinos. Para el descenso, en el recorrido se bloquean los talones y se quitan las pieles.

### Esquí nórdico

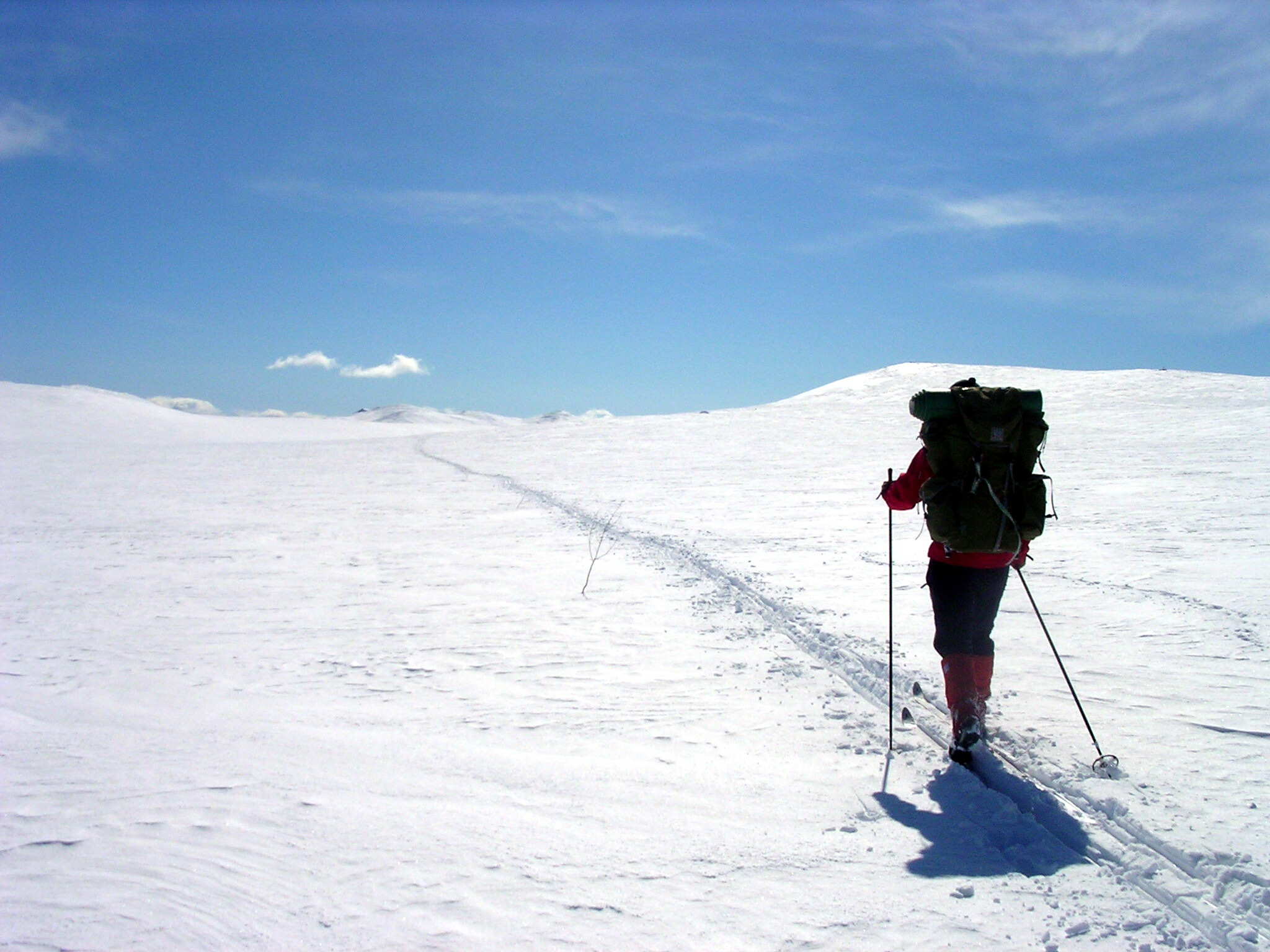
Esquí nórdico o de fondo en primavera en Hardangervidda, Noruega.

Las disciplinas nórdicas incluyen el esquí de fondo y el salto de esquí, que utilizan fijaciones que se fijan a la punta de las botas del esquiador, pero no a los talones. El esquí de fondo se puede practicar en senderos acondicionados o en áreas rurales no desarrolladas. El salto de esquí se practica en determinadas zonas que están reservadas exclusivamente para el salto de esquí.

### Telemark
El esquí Telemark es una técnica de esquí  que lleva el nombre de la región de Telemark de Noruega. Utiliza un equipo similar al esquí nórdico, donde las fijaciones de esquí se fijan sólo en la punta de las botas de esquí, lo que permite elevar el talón del esquiador durante todo el giro. Sin embargo, los esquís suelen tener el mismo ancho que los esquís alpinos.Es  una disciplina aprobada por la Federación Internacional de Esquí

## Competiciones de esquí alpino
En todas las competiciones la clasificación se establece en función del tiempo empleado en completar el recorrido. Existen las siguientes modalidades:
- Descenso: es la prueba más larga de todas, en su recorrido se alcanzan las velocidades más elevadas de todas las disciplinas, donde el corredor deberá demostrar audacia y resistencia, cada corredor realiza una sola bajada dándose la primera plaza al que invierte menos tiempo.
- Súper-G: súper-gigante es una combinación de la velocidad propia de un gigante y la precisión necesaria para trazar las curvas en eslalon gigante, o que pedirá al corredor una especial coordinación. El recorrido es menos largo que el descenso cada corredor efectúa una sola bajada y la primera plaza es para el que invierte menos tiempo.
- Eslalon gigante: reduciendo las distancias entre puertas y con menos puertas que el eslalon, el trazado precisa de giros más cerrados que las pruebas de velocidad, demandando una gran calidad técnica por parte del atleta, quien efectúa dos bajadas por recorridos de diferente trazado en la misma área y durante el mismo día. El vencedor será quien en la suma de las dos mangas o en su mejor manga acumule menos tiempo.
- Eslalon:[11][12] se desarrolla sobre el recorrido más corto de todas las disciplinas, marcado con puertas de palos simples, los virajes son muy cerrados requiriendo una especial habilidad en su encadenamiento. Como en eslalon gigante, cada participante realiza dos mangas diferentes, trazadas sobre la misma pista, que se deberá celebrar el mismo día. El ganador será quien acumule menos tiempo en la suma de las dos bajadas.
- Combinada: responde a la realización de una prueba de velocidad (descenso) y una de eslalon a dos mangas. La suma de los dos mejores tiempos determina al ganador. Las pruebas de combinada precisan de una realización exclusiva independiente de otras pruebas, si bien los recorridos tienden a ser menos largos que las pruebas clásicas. Así mismo, se realizan en el mismo día. La combinada debe distinguirse de la valoración llamada también combinada, que resume calificaciones de una prueba de velocidad o gigante, sumadas a la de un eslalon, celebradas de forma clásica, en días distintos y que la calificación se obtiene según reglamento por la suma de puntos o de tiempos.
- Paralelo: es una especialidad poco practicada, que suele situarse como colofón de una copa o liga por sistema de puntos. La prueba consiste en dos marcajes paralelos sobre una pista más corta que el eslalon, donde los corredores van actuando por parejas y que tras dos bajadas, cada una de ellas por una calle diferente, gana el que menor tiempo ha invertido. Al ser el recorrido corto, se aprecia una gran lucha en la llegada a meta por ser el primero por parte de los contendientes hasta proclamarse vencedor. El campeón internacional de esta especialidad es Juan José Pantoja, quien ganó la triple medalla de oro en diferentes distancias.

### Esquí en el mundo
- Esquí en Argentina
- Esquí en Chile
- Esquí en España
- Esquí en México
- Esquí en el Perú
- Chacaltaya
- Estaciones de esquí de Andorra: El Tarter, Grandvalira, Ordino-Arcalís, Vallnord, Vallnord - Pal Arinsal
- Estaciones de esquí de Estados Unidos: Olympic Valley, Sun Valley (Idaho), Whitefish Mountain Resort